# Microdatos
Los microdatos o small/little data (terminología en idioma inglés utilizada comúnmente) son datos de una dimensión suficientemente reducida para la comprensión humana. Tanto su volumen y como su formato los hacen accesibles, informativos y procesables para la toma de decisiones.
Mientras el término "macrodatos" o "big data" se refiere a las máquinas, los microdatos se refieren a las personas. Los microdatos son lo que, hasta la irrupción de los macrodatos, solíamos entender simplemente por datos.  La única manera de comprender los macrodatos consiste en reducirlos en elementos visuales representativos de diversos aspectos de los grandes conjuntos de datos (como indicadores sintéticos o gráficos). Los macrodatos persiguen la búsqueda de correlaciones, y los microdatos las causas, los porqués.
Una definición formal de microdatos ha sido propuesta por Allen Bonde, anterior vicepresidente de Innovación en Actuate - ahora parte de OpenText: "los microdatos conectan personas con ideas oportunas, significativas (derivadas de macrodatos y/o “fuentes” locales), organizados y paquetizados – a menudo visualmente – para ser accesibles, comprensibles, y procesables para tareas cotidianas."